# Temporada 1984-85 de los Atlanta Hawks
La temporada 1984-85, fue la decimoséptima de los Atlanta Hawks en la NBA en su ubicación de Atlanta, la trigésimo sexta en la liga y la trigésimo novena desde su fundación. La temporada regular acabó con 34 victorias y 48 derrotas, ocupando el noveno puesto de la Conferencia Este, no lo grando clasificarse para los playoffs.

## Elecciones en elDraft
| Ronda | Puesto | Jugador      | Posición  | Nacionalidad   | Universidad    |
| ----- | ------ | ------------ | --------- | -------------- | -------------- |
| 1     | 11     | Kevin Willis | Ala-Pívot | Estados Unidos | Michigan State |

## Temporada regular
| División Central      | División Central | División Central | División Central | División Central | División Central | División Central | División Central | División Central |
| Equipo                | G                | P                | %                | PD               | Casa             | Fuera            | Div              |                  |
| --------------------- | ---------------- | ---------------- | ---------------- | ---------------- | ---------------- | ---------------- | ---------------- | ---------------- |
| y-Milwaukee Bucks     | 59               | 23               | .720             | –                | 36–5             | 23–18            | 20–10            |                  |
| x-Detroit Pistons     | 46               | 36               | .561             | 13               | 26–15            | 20–21            | 21–8             |                  |
| x-Chicago Bulls       | 38               | 44               | .463             | 21               | 26–15            | 12–29            | 13–17            |                  |
| x-Cleveland Cavaliers | 36               | 46               | .439             | 23               | 20–21            | 16–25            | 13–16            |                  |
| Atlanta Hawks         | 34               | 48               | .415             | 25               | 19–22            | 15–26            | 15–15            |                  |
| Indiana Pacers        | 22               | 60               | .268             | 37               | 16–25            | 6–35             | 7–23             |                  |

## Estadísticas
| Rk | Jugador           | Edad | P  | PT | MP   | TC   | TCI  | %TC  | T3  | T3I | %T3   | TL  | TLI | %TL   | RO  | RD  | RT  | AS  | RB  | TAP | BP  | FP  | PTS  |
| -- | ----------------- | ---- | -- | -- | ---- | ---- | ---- | ---- | --- | --- | ----- | --- | --- | ----- | --- | --- | --- | --- | --- | --- | --- | --- | ---- |
| 1  | Dominique Wilkins | 25   | 81 | 81 | 37.3 | 10.5 | 23.3 | .451 | 0.3 | 1.0 | .309  | 6.0 | 7.4 | .806  | 2.8 | 4.1 | 6.9 | 2.5 | 1.7 | 0.7 | 2.8 | 2.1 | 27.4 |
| 2  | Eddie Johnson     | 29   | 73 | 66 | 32.4 | 6.2  | 13.0 | .479 | 0.3 | 1.0 | .306  | 3.6 | 4.5 | .798  | 0.5 | 2.1 | 2.6 | 7.8 | 0.6 | 0.1 | 3.3 | 2.5 | 16.3 |
| 3  | Doc Rivers        | 23   | 69 | 58 | 30.8 | 4.8  | 10.2 | .476 | 0.2 | 0.5 | .417  | 4.2 | 5.5 | .770  | 1.0 | 2.1 | 3.1 | 5.9 | 2.4 | 0.8 | 2.6 | 3.6 | 14.1 |
| 4  | Charlie Criss     | 36   | 4  | 2  | 28.8 | 1.8  | 4.3  | .412 | 0.0 | 0.5 | .000  | 1.0 | 1.5 | .667  | 0.5 | 3.0 | 3.5 | 5.5 | 0.8 | 0.0 | 2.8 | 1.3 | 4.5  |
| 5  | Randy Wittman     | 25   | 41 | 22 | 28.5 | 4.6  | 8.6  | .531 | 0.0 | 0.2 | .286  | 0.7 | 1.0 | .732  | 0.4 | 1.4 | 1.8 | 3.0 | 0.7 | 0.2 | 1.4 | 1.4 | 9.9  |
| 6  | Cliff Levingston  | 24   | 74 | 53 | 27.3 | 3.9  | 7.5  | .527 | 0.0 | 0.0 | .000  | 2.0 | 3.0 | .653  | 3.1 | 4.5 | 7.6 | 1.4 | 0.9 | 0.9 | 1.8 | 3.1 | 9.8  |
| 7  | Sly Williams      | 27   | 34 | 20 | 25.5 | 4.9  | 11.2 | .439 | 0.1 | 0.4 | .267  | 2.3 | 3.6 | .642  | 1.3 | 3.6 | 4.9 | 2.8 | 0.8 | 0.2 | 2.3 | 2.4 | 12.3 |
| 8  | Tree Rollins      | 29   | 70 | 60 | 25.0 | 2.7  | 4.8  | .549 | 0.0 | 0.0 |       | 1.0 | 1.3 | .720  | 1.6 | 4.7 | 6.3 | 0.7 | 0.5 | 2.4 | 1.1 | 3.0 | 6.3  |
| 9  | Kevin Willis      | 22   | 82 | 19 | 21.8 | 3.9  | 8.4  | .467 | 0.0 | 0.1 | .222  | 1.5 | 2.2 | .657  | 2.2 | 4.2 | 6.4 | 0.4 | 0.4 | 0.6 | 1.3 | 2.8 | 9.3  |
| 10 | Antoine Carr      | 23   | 62 | 15 | 19.3 | 3.2  | 6.0  | .528 | 0.0 | 0.1 | .333  | 1.6 | 2.1 | .789  | 1.3 | 2.5 | 3.7 | 1.3 | 0.5 | 1.3 | 1.7 | 3.5 | 8.0  |
| 11 | Mike Glenn        | 29   | 60 | 5  | 18.8 | 3.8  | 6.5  | .588 | 0.0 | 0.0 | .000  | 1.0 | 1.3 | .816  | 0.3 | 1.0 | 1.4 | 2.0 | 0.5 | 0.0 | 0.9 | 1.2 | 8.6  |
| 12 | Walker Russell    | 24   | 21 | 2  | 18.0 | 1.6  | 3.0  | .540 | 0.0 | 0.0 | 1.000 | 0.7 | 0.8 | .824  | 0.4 | 1.5 | 1.9 | 3.1 | 0.8 | 0.2 | 1.9 | 1.8 | 4.0  |
| 13 | Scott Hastings    | 24   | 64 | 1  | 12.9 | 1.4  | 2.9  | .473 | 0.0 | 0.0 |       | 1.0 | 1.3 | .778  | 0.9 | 1.6 | 2.5 | 0.7 | 0.4 | 0.4 | 0.8 | 2.1 | 3.8  |
| 14 | Jerry Eaves       | 25   | 3  | 0  | 12.3 | 1.0  | 2.0  | .500 | 0.0 | 0.0 |       | 1.7 | 2.0 | .833  | 0.0 | 0.0 | 0.0 | 1.3 | 0.0 | 0.0 | 1.3 | 2.0 | 3.7  |
| 15 | Rickey Brown      | 26   | 69 | 5  | 11.8 | 1.1  | 2.8  | .406 | 0.0 | 0.0 |       | 0.6 | 1.0 | .574  | 1.1 | 2.1 | 3.2 | 0.4 | 0.3 | 0.3 | 0.7 | 1.7 | 2.8  |
| 16 | Sidney Lowe       | 25   | 15 | 0  | 10.6 | 0.5  | 1.3  | .400 | 0.0 | 0.1 | .000  | 0.5 | 0.5 | 1.000 | 0.3 | 0.7 | 1.0 | 2.8 | 0.7 | 0.0 | 0.7 | 1.5 | 1.6  |
| 17 | Stewart Granger   | 23   | 9  | 1  | 10.2 | 0.7  | 1.9  | .353 | 0.0 | 0.1 | .000  | 0.4 | 0.9 | .500  | 0.1 | 0.6 | 0.7 | 1.3 | 0.2 | 0.0 | 1.3 | 1.4 | 1.8  |
| 18 | Leo Rautins       | 24   | 4  | 0  | 3.0  | 0.0  | 0.5  | .000 | 0.0 | 0.0 |       | 0.0 | 0.0 |       | 0.3 | 0.3 | 0.5 | 0.8 | 0.0 | 0.0 | 0.3 | 0.8 | 0.0  |